# Nicolás Otamendi
Nicolás Hernán Gonzalo Otamendi (Buenos Aires, 12 de febrero de 1988) es un futbolista argentino que juega de defensor central en el S. L. Benfica de la Primeira Liga.

## Biografía
Nicolás Otamendi nació el día 12 de febrero de 1988 en la Ciudad de Buenos Aires,. Creció en El Talar (localidad ubicada en el área metropolitana de Buenos Aires, a 18 km del acceso a la capital argentina). En su juventud se desempeñó tanto como futbolista como boxeador. A los diez años empezó a jugar en las divisiones inferiores del Club Atlético Vélez Sarsfield.

## Trayectoria

### Vélez Sársfield
Debutó en Primera División el 10 de mayo de 2008, en la 14ª fecha del Clausura 2008, con Hugo Tocalli como técnico, reemplazando a Hernán Pellerano en lo que fue triunfo de Vélez Sarsfield sobre Rosario Central por 2 a 1 en el Amalfitani. Fue convocado a la selección nacional de Argentina por Diego Maradona, debutando oficialmente ante el combinado de Ecuador en Quito. Tras ser titular en todos los partidos, logró ser reconocido como uno de los pilares más importantes del C. A. Vélez Sarsfield para la conquista del Torneo Clausura 2009. Con la camiseta del «Fortín» disputó 41 encuentros en Primera División y anotó un gol, jugando a su vez 14 partidos en copas internacionales.

### Porto
Disputó con la selección nacional argentina la Copa Mundial de 2010. En agosto de ese mismo año, el F. C. Porto de Portugal adquirió el 50% de sus derechos económicos en 4 millones de euros manteniendo el Club Atlético Vélez Sarsfield una opción de venta de otros 4 millones de euros por el 40% restante (Vélez mantendría el 10% sobre el jugador agregándole otro 5% de derechos de formación) en septiembre de 2011 (totalizando 8 millones de euros por el 90% del pase).

### Atlético Mineiro
El 5 de febrero de 2014 se hizo oficial su fichaje por el Valencia Club de Fútbol de España procedente del Oporto a cambio  e 12 millones de euros más 3 en variables.
El club valencianista solo podría contar con el jugador a partir del 1 de julio de ese año para iniciar la pretemporada 2014-15, puesto que no podía inscribir en su plantilla a más de tres futbolistas extracomunitarios. Por tanto fue cedido al Atlético Mineiro de Brasil donde disputó parte del campeonato brasileño y la Copa Libertadores hasta los octavos de final, y hasta su definitiva incorporación al Valencia C. F.

### Valencia C.F.
Debutó con el Valencia C. F. el 25 de agosto de 2014 en la 1.ª jornada de la Liga frente al Sevilla F. C. en el Ramón Sánchez Pizjuán (1-1). Se convirtió en titular indiscutible, pieza clave y líder en la defensa valencianista junto al alemán Mustafi, además de ser muy querido por la afición por su garra y contundencia. Anotó su primer gol el 4 de octubre en la 7.ª jornada frente al Atlético de Madrid en Mestalla con un fuerte cabezazo que supuso el tercer gol de la victoria por 3-1, y volvió a anotar el 4 de enero de 2015 en el mismo escenario frente al Real Madrid C. F., culminando así la victoria por 2-1 que cortaba la racha de victorias madridistas. Sorprendía también su rápida recuperación en unos pocos días de lesiones que los médicos diagnosticaban para semanas.
Terminó la temporada anotando 6 goles y participando en 35 de los 38 partidos de Liga, pero el interés de clubes de la Premier League con gran nivel económico hizo que el jugador manifestara públicamente al finalizar la temporada, a través de su representante, su deseo de abandonar el club.

### Manchester City
El 19 de agosto de 2015 fichó por el Manchester City F. C. a cambio de 38 millones de euros. En octubre de ese mismo año marcó su primer gol para darle la victoria al City frente al Norwich F. C. En 2018, siendo titular indiscutido de los Citizens alcanzó el valor más alto en su carrera con un inicial de €35.000.000. En el verano de 2020, tras cinco temporadas en Mánchester, con 210 partidos, once goles y nueve títulos, Otamendi dejó el club inglés.

### Benfica
El 27 de septiembre de 2020 se hizo oficial su vuelta a Portugal tras ser traspasado al S. L. Benfica a cambio de 15 millones de euros. En octubre, pasó a llevar la cinta de capitán del equipo. El 19 de enero de 2021 se confirmó que había contraído el COVID-19, a partir de un brote generalizado en el plantel. Por lo cual se perdió algunos encuentros de la temporada. En febrero de ese mismo año marco su primer gol en el equipo portugués, frente al F. C. Famalicão.

## Selección nacional

### Categoría juvenil
Otamendi había recibido su primer convocatoria a la selección nacional absoluta, desde allí, no participó de las categorías juveniles, hasta que fue citado a los Juegos Olímpicos de París 2024, dónde hizo su debut como central siendo incluido entre los jugadores de más de 23 años. Su debut como titular fue en el primer partido frente a Marruecos que finalizó 1-2.

#### Participaciones en Juegos Olímpicos
| Torneo                | Sede  | Resultado        | Partidos | Goles |
| --------------------- | ----- | ---------------- | -------- | ----- |
| Juegos Olímpicos 2024 | París | Cuartos de final | 4        | 0     |

### Absoluta
Debutó en la selección de Argentina el 20 de mayo de 2009, en un amistoso internacional frente a Panamá. Disputó la última etapa de las Eliminatorias al Mundial 2010 donde llegó a consolidarse. Así llegaría a disputar la Copa Mundial de 2010, en donde fue titular ante Grecia, en octavos frente a México, y por último en los cuartos de final ante Alemania donde quedarían eliminados con un marcador de 4:0
Durante el mundial, se le asignó la posición de lateral derecho (posición en la que no estaba cómodo) debido a la inexplicable ausencia de Javier Zanetti, derivando en un mal juego y errores defensivos que le costaron la eliminación al seleccionado argentino.

En el inicio de la era Sabella anotaría su primer gol en la selección, así dándole el triunfo a su equipo ante Venezuela. Tras no ser convocado para disputar el Mundial 2014 de forma sorprendente, el nuevo seleccionador Tata Martino le convocó en septiembre de 2014 para disputar dos encuentros amistosos en Asia frente a Brasil y Hong Kong.

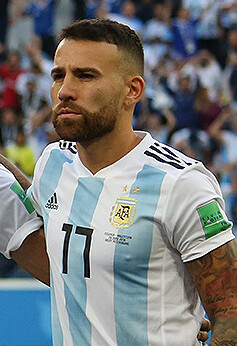
Otamendi jugando con frente a en la Copa Mundial de Fútbol de 2018.

Luego disputó las ediciones de la Copa América 2015 y luego en 2016, donde convertiría un gol frente a Panamá. En ambas fue finalista siendo derrotado ante Chile en los tiros desde el punto penal. En la Copa Mundial de 2018 disputada en Rusia fue el defensa central titular, allí llegarían a instancias de octavos de final al caer ante Francia por 4 a 3.
Con la llegada de Lionel Scaloni, Otamendi, disputó la Copa América 2019 como central titular, allí quedó en tercer lugar tras perder contra Brasil por 2:0. Dos años después disputaría la Copa América 2021, en Brasil, en la cual jugó 5 partidos, incluyendo cuartos de final, semifinal y final, allí logró su primer título con Argentina tras vencer a Brasil por 1:0.
En 2022 fue titular en la consagración de Argentina frente a Italia bajo el marco de la Copa de Campeones Conmebol-UEFA 2022.
Disputó todos los minutos de cada encuentro del Mundial de 2022 en Catar, donde resultaría campeón bajo el mando de Lionel Scaloni.
En 2024 fue nuevamente campeón con la albiceleste de la Copa América de aquel año desarrollada en Estados Unidos. 

#### Participaciones en Eliminatorias al Mundial
| Eliminatorias                 | Resultado    | Partidos | Goles |
| ----------------------------- | ------------ | -------- | ----- |
| Eliminatorias Mundial de 2010 | 4° lugar     | 3        | 0     |
| Eliminatorias Mundial de 2014 | 1° lugar     | 2        | 0     |
| Eliminatorias Mundial de 2018 | 3° lugar     | 14       | 1     |
| Eliminatorias Mundial de 2022 | 2° lugar     | 15       | 0     |
| Eliminatorias Mundial de 2026 | Disputándose | 4        | 2     |

-

#### Participaciones en Copas del Mundo
| Mundial           | Sede      | Resultado        | Partidos | Goles |
| ----------------- | --------- | ---------------- | -------- | ----- |
| Copa Mundial 2010 | Sudáfrica | Cuartos de final | 3        | 0     |
| Copa Mundial 2018 | Rusia     | Octavos de final | 4        | 0     |
| Copa Mundial 2022 | Catar     | Campeón          | 7        | 0     |

#### Participaciones en Copas América
| Copa                    | Sede           | Resultado    | Partidos | Goles |
| ----------------------- | -------------- | ------------ | -------- | ----- |
| Copa América 2015       | Chile          | Subcampeón   | 5        | 0     |
| Copa América Centenario | Estados Unidos | Subcampeón   | 6        | 1     |
| Copa América 2019       | Brasil         | Tercer lugar | 6        | 0     |
| Copa América 2021       | Brasil         | Campeón      | 5        | 0     |
| Copa América 2024       | Estados Unidos | Campeón      | 5        | 0     |

#### Participaciones en Copa de Campeones Conmebol-UEFA
| Torneo                               | Sede    | Resultado | Partidos | Goles |
| ------------------------------------ | ------- | --------- | -------- | ----- |
| Copa de Campeones Conmebol-UEFA 2022 | Londres | Campeón   | 1        | 0     |

### Goles internacionales
| # | Fecha                   | Lugar                                     | Rival     | Gol | Resultado | Competición             |
| - | ----------------------- | ----------------------------------------- | --------- | --- | --------- | ----------------------- |
| 1 | 2 de septiembre de 2011 | Yuva Bharati Krirangan, India             | Venezuela | 1-0 | 1 - 0     | Amistoso                |
| 2 | 11 de junio de 2016     | Soldier Field, Estados Unidos             | Panamá    | 1-0 | 5 - 0     | Copa América Centenario |
| 3 | 7 de septiembre de 2016 | Olímpico Metropolitano, Mérida, Venezuela | Venezuela | 2-2 | 2 - 2     | Eliminatorias 2018      |
| 4 | 27 de marzo de 2018     | Wanda Metropolitano, Madrid, España       | España    | 2-1 | 6 - 1     | Amistoso                |
| 5 | 12 de octubre de 2023   | Monumental, Buenos Aires, Argentina       | Paraguay  | 1-0 | 1 - 0     | Eliminatorias 2026      |
| 6 | 21 de noviembre de 2023 | Maracana, Río de Janeiro, Brasil          | Brasil    | 0-1 | 0 - 1     | Eliminatorias 2026      |
| 7 | 10 de octubre de 2024   | Monumental de Maturín, Maturín, Venezuela | Venezuela | 0-1 | 1 - 1     | Eliminatorias 2026      |

## Estadísticas

### Clubes
Actualizado al último partido disputado el 6 de agosto de 2025.
| Club                             | Div.          | Temporada     | Liga  | Liga  | Liga   | Copas nacionales | Copas nacionales | Copas nacionales | Copas internacionales | Copas internacionales | Copas internacionales | Total | Total | Total  |
| Club                             | Div.          | Temporada     | Part. | Goles | Asist. | Part.            | Goles            | Asist.           | Part.                 | Goles                 | Asist.                | Part. | Goles | Asist. |
| -------------------------------- | ------------- | ------------- | ----- | ----- | ------ | ---------------- | ---------------- | ---------------- | --------------------- | --------------------- | --------------------- | ----- | ----- | ------ |
| C. A. Vélez Sarsfield Argentina  | 1.ª           | 2007-08       | 1     | 0     | 0      | 0                | 0                | 0                | —                     | —                     | —                     | 1     | 0     | 0      |
| C. A. Vélez Sarsfield Argentina  | 1.ª           | 2008-09       | 18    | 0     | 0      | 0                | 0                | 0                | —                     | —                     | —                     | 18    | 0     | 0      |
| C. A. Vélez Sarsfield Argentina  | 1.ª           | 2009-10       | 19    | 1     | 0      | 14               | 0                | 2                | —                     | —                     | —                     | 33    | 1     | 2      |
| C. A. Vélez Sarsfield Argentina  | 1.ª           | 2010-11       | 2     | 0     | 0      | 0                | 0                | 0                | —                     | —                     | —                     | 2     | 0     | 0      |
| C. A. Vélez Sarsfield Argentina  | Total club    | Total club    | 41    | 1     | 0      | 0                | 0                | 0                | 14                    | 0                     | 2                     | 55    | 1     | 2      |
| F. C. Porto Portugal             | 1.ª           | 2010-11       | 15    | 5     | 0      | 4                | 0                | 0                | 13                    | 1                     | 1                     | 32    | 6     | 1      |
| F. C. Porto Portugal             | 1.ª           | 2011-12       | 20    | 2     | 0      | 3                | 0                | 0                | 7                     | 0                     | 0                     | 30    | 2     | 0      |
| F. C. Porto Portugal             | 1.ª           | 2012-13       | 29    | 0     | 1      | 6                | 1                | 1                | 8                     | 0                     | 0                     | 43    | 1     | 2      |
| F. C. Porto Portugal             | 1.ª           | 2013-14       | 13    | 0     | 2      | 3                | 1                | 1                | 4                     | 0                     | 0                     | 20    | 1     | 3      |
| F. C. Porto Portugal             | Total club    | Total club    | 77    | 7     | 3      | 16               | 2                | 2                | 32                    | 1                     | 1                     | 125   | 10    | 6      |
| Atlético Mineiro · Brasil        | 1.ª           | 2014          | 12    | 1     | 0      | 0                | 0                | 0                | 7                     | 0                     | 0                     | 19    | 1     | 0      |
| Atlético Mineiro · Brasil        | Total club    | Total club    | 12    | 1     | 0      | 0                | 0                | 0                | 7                     | 0                     | 0                     | 19    | 1     | 0      |
| Valencia C. F. · España          | 1.ª           | 2014-15       | 35    | 6     | 0      | 3                | 0                | 0                | —                     | —                     | —                     | 38    | 6     | 0      |
| Valencia C. F. · España          | Total club    | Total club    | 35    | 6     | 0      | 3                | 0                | 0                | 0                     | 0                     | 0                     | 38    | 6     | 0      |
| Manchester City F. C. Inglaterra | 1.ª           | 2015-16       | 30    | 1     | 0      | 7                | 0                | 0                | 12                    | 0                     | 0                     | 49    | 1     | 0      |
| Manchester City F. C. Inglaterra | 1.ª           | 2016-17       | 30    | 1     | 2      | 6                | 0                | 1                | 7                     | 0                     | 0                     | 43    | 1     | 3      |
| Manchester City F. C. Inglaterra | 1.ª           | 2017-18       | 34    | 4     | 0      | 4                | 0                | 0                | 8                     | 1                     | 0                     | 46    | 5     | 0      |
| Manchester City F. C. Inglaterra | 1.ª           | 2018-19       | 18    | 0     | 0      | 10               | 1                | 1                | 5                     | 0                     | 0                     | 33    | 1     | 1      |
| Manchester City F. C. Inglaterra | 1.ª           | 2019-20       | 24    | 2     | 0      | 7                | 1                | 0                | 8                     | 0                     | 0                     | 39    | 3     | 0      |
| Manchester City F. C. Inglaterra | Total club    | Total club    | 136   | 8     | 2      | 33               | 2                | 2                | 40                    | 1                     | 0                     | 210   | 11    | 4      |
| S. L. Benfica Portugal           | 1.ª           | 2020-21       | 27    | 1     | 0      | 5                | 0                | 0                | 6                     | 0                     | 0                     | 38    | 1     | 0      |
| S. L. Benfica Portugal           | 1.ª           | 2021-22       | 28    | 0     | 1      | 2                | 0                | 0                | 13                    | 0                     | 0                     | 43    | 0     | 1      |
| S. L. Benfica Portugal           | 1.ª           | 2022-23       | 31    | 1     | 0      | 2                | 0                | 0                | 13                    | 1                     | 1                     | 46    | 2     | 1      |
| S. L. Benfica Portugal           | 1.ª           | 2023-24       | 31    | 2     | 1      | 8                | 2                | 0                | 12                    | 0                     | 1                     | 51    | 4     | 2      |
| S. L. Benfica Portugal           | 1.ª           | 2024-25       | 36    | 6     | 2      | 3                | 0                | 1                | 13                    | 2                     | 0                     | 52    | 7     | 3      |
| S. L. Benfica Portugal           | 1.ª           | 2025-26       | 0     | 0     | 0      | 1                | 0                | 0                | 1                     | 0                     | 0                     | 2     | 0     | 0      |
| S. L. Benfica Portugal           | Total club    | Total club    | 153   | 10    | 4      | 21               | 2                | 1                | 58                    | 3                     | 2                     | 231   | 15    | 7      |
| Total carrera                    | Total carrera | Total carrera | 454   | 33    | 9      | 73               | 7                | 5                | 151                   | 5                     | 5                     | 677   | 44    | 19     |

### Selección nacional
Actualizado al último partido jugado el 22 de noviembre de 2023.
| Selección | Año | Amistosos | Amistosos | Amistosos | Copa América | Copa América | Copa América | Eliminatorias | Eliminatorias | Eliminatorias | Mundial | Mundial | Mundial | Copa de Campeones Conmebol-UEFA | Copa de Campeones Conmebol-UEFA | Copa de Campeones Conmebol-UEFA | Total | Total | Total  |
| Selección | Año | Part.     | Goles     | Asist.    | Part.        | Goles        | Asist.       | Part.         | Goles         | Asist.        | Part.   | Goles   | Asist.  | Part.                           | Goles                           | Asist.                          | Part. | Goles | Asist. |
| --------- | --- | --------- | --------- | --------- | ------------ | ------------ | ------------ | ------------- | ------------- | ------------- | ------- | ------- | ------- | ------------------------------- | ------------------------------- | ------------------------------- | ----- | ----- | ------ |
| Argentina | Año |           |           |           |              |              |              |               |               |               |         |         |         |                                 |                                 |                                 |       |       |        |
| 2009      | 2   | 0         | 0         | —         | —            | —            | 3            | 0             | 0             | —             | —       | —       | —       | —                               | —                               | 5                               | 0     | 0     |        |
| 2010      | 2   | 0         | 0         | —         | —            | —            | —            | —             | —             | 3             | 0       | 0       | —       | —                               | —                               | 5                               | 0     | 0     |        |
| 2011      | 3   | 1         | 0         | —         | —            | —            | 2            | 0             | 0             | —             | —       | —       | —       | —                               | —                               | 5                               | 1     | 0     |        |
| 2013      | 1   | 0         | 0         | —         | —            | —            | —            | —             | —             | —             | —       | —       | —       | —                               | —                               | 1                               | 0     | 0     |        |
| 2014      | 2   | 0         | 0         | —         | —            | —            | —            | —             | —             | —             | —       | —       | —       | —                               | —                               | 2                               | 0     | 0     |        |
| 2015      | 3   | 0         | 0         | 5         | 0            | 0            | 4            | 0             | 0             | —             | —       | —       | —       | —                               | —                               | 12                              | 0     | 0     |        |
| 2016      | 1   | 0         | 0         | 6         | 1            | 0            | 5            | 1             | 0             | —             | —       | —       | —       | —                               | —                               | 12                              | 2     | 0     |        |
| 2017      | 3   | 0         | 1         | —         | —            | —            | 4            | 0             | 0             | —             | —       | —       | —       | —                               | —                               | 7                               | 0     | 1     |        |
| 2018      | 4   | 1         | 0         | —         | —            | —            | —            | —             | —             | 4             | 0       | 0       | —       | —                               | —                               | 8                               | 1     | 0     |        |
| 2019      | 5   | 0         | 1         | 6         | 0            | 0            | —            | —             | —             | —             | —       | —       | —       | —                               | —                               | 11                              | 0     | 1     |        |
| 2020      | —   | —         | —         | —         | —            | —            | 4            | 0             | 0             | —             | —       | —       | —       | —                               | —                               | 4                               | 0     | 0     |        |
| 2021      | —   | —         | —         | 5         | 0            | 0            | 8            | 0             | 0             | —             | —       | —       | —       | —                               | —                               | 13                              | 0     | 0     |        |
| 2022      | 2   | 0         | 0         | —         | —            | —            | 3            | 0             | 0             | 7             | 0       | 1       | 1       | 0                               | 0                               | 13                              | 0     | 1     |        |
| 2023      | 3   | 0         | 0         | —         | —            | —            | 6            | 2             | 0             | —             | —       | —       | —       | —                               | —                               | 9                               | 2     | 0     |        |
| Total     | 31  | 2         | 2         | 22        | 1            | 0            | 41           | 3             | 0             | 14            | 0       | 1       | 1       | 0                               | 0                               | 109                             | 6     | 3     |        |

## Palmarés

### Títulos nacionales
| Título                      | Equipo                | País       | Año     |
| --------------------------- | --------------------- | ---------- | ------- |
| Primera División            | C. A. Vélez Sarsfield | Argentina  | C-2009  |
| Supercopa de Portugal       | F. C. Porto           | Portugal   | 2009-10 |
| Supercopa de Portugal       | F. C. Porto           | Portugal   | 2011    |
| Primeira Liga               | F. C. Porto           | Portugal   | 2010-11 |
| Copa de Portugal            | F. C. Porto           | Portugal   | 2010-11 |
| Primeira Liga               | F. C. Porto           | Portugal   | 2011-12 |
| Supercopa de Portugal       | F. C. Porto           | Portugal   | 2012    |
| Supercopa de Portugal       | F. C. Porto           | Portugal   | 2013    |
| Primeira Liga               | F. C. Porto           | Portugal   | 2012-13 |
| Copa de la Liga             | Manchester City F. C. | Inglaterra | 2015-16 |
| Copa de la Liga             | Manchester City F. C. | Inglaterra | 2017-18 |
| Premier League              | Manchester City F. C. | Inglaterra | 2017-18 |
| Community Shield            | Manchester City F. C. | Inglaterra | 2018    |
| Copa de la Liga             | Manchester City F. C. | Inglaterra | 2018-19 |
| Premier League              | Manchester City F. C. | Inglaterra | 2018-19 |
| FA Cup                      | Manchester City F. C. | Inglaterra | 2018-19 |
| Community Shield            | Manchester City F. C. | Inglaterra | 2019    |
| Copa de la Liga             | Manchester City F. C. | Inglaterra | 2019-20 |
| Primeira Liga               | S. L. Benfica         | Portugal   | 2022-23 |
| Supercopa de Portugal       | S. L. Benfica         | Portugal   | 2023    |
| Copa de la Liga de Portugal | S. L. Benfica         | Portugal   | 2024-25 |
| Supercopa de Portugal       | S. L. Benfica         | Portugal   | 2025    |

### Campeonatos internacionales
| Título                          | Equipo (*)             | Sede           | Año  |
| ------------------------------- | ---------------------- | -------------- | ---- |
| Liga Europa de la UEFA          | F. C. Porto            | Dublín         | 2011 |
| Copa América                    | Selección de Argentina | Brasil         | 2021 |
| Copa de Campeones Conmebol-UEFA | Selección de Argentina | Londres        | 2022 |
| Copa Mundial de Fútbol          | Selección de Argentina | Catar          | 2022 |
| Copa América                    | Selección de Argentina | Estados Unidos | 2024 |

(*) Incluyendo la selección.

### Distinciones individuales
| Distinción                                                      | Año  |
| --------------------------------------------------------------- | ---- |
| Parte del Equipo Ideal de América                               | 2009 |
| Premio Jorge Newbery en Fútbol Profesional                      | 2010 |
| XI Ideal de La Liga                                             | 2015 |
| Equipo Ideal de la Copa América 2015                            | 2015 |
| Equipo ideal de la Copa América Centenario 2016                 | 2016 |
| PFA Team of the Year                                            | 2018 |
| Equipo ideal de la Conmebol según IFFHS                         | 2022 |
| Parte de los 100 mejores jugadores del mundo según The Guardian | 2022 |